# Jörg Böhme
Jörg Böhme (Hohenmölsen, 22 januari 1974) is een voormalig Duitse voetballer (middenvelder) die als laatste voor de Duitse eersteklasser Arminia Bielefeld uitkomt. Voordien speelde hij onder andere bij Eintracht Frankfurt, Schalke 04 en Borussia Mönchengladbach. Met Schalke 04 won hij in 2001 en 2002 de Beker van Duitsland.
Böhme speelde in de periode 2001-2003 tien wedstrijden voor de Duitse nationale ploeg, daarin kon hij eenmaal scoren. Hij maakte deel uit van de selectie die deelnam aan het WK 2002, waar Duitsland de finale verloor van Brazilië.
Aan het einde van het seizoen 2007/08 zette hij een punt achter zijn loopbaan vanwege een slepende knieblessure. Zijn nog een jaar doorlopend contract wordt omgezet in een jeugdtrainer verbintenis.

## Erelijst
Arminia Bielefeld
- 2. Bundesliga

1999
1 Kahn  ·
2 Linke ·
3 Rehmer ·
4 Baumann ·
5 Ramelow ·
6 Ziege ·
7 Neuville ·
8 Hamann ·
9 Jancker ·
10 Ricken ·
11 Klose ·
12 Lehmann ·
13 Ballack ·
14 Asamoah ·
15 Kehl ·
16 Jeremies ·
17 Bode ·
18 Böhme ·
19 Schneider ·
20 Bierhoff ·
21 Metzelder ·
22 Frings ·
23 Butt ·
Coach: Völler